# ما جين
ما جين (بالصينية: 馬晉) هي لاعبة كرة الريشة صينية، ولدت في 7 مايو 1988 في نانتونغ في الصين.

## وصلات خارجية
- ما جين على موقع BWF.tournamentsoftware.com (الإنجليزية)
- ما جين على موقع BWFbadminton.com (الإنجليزية)
- ما جين على موقع اللجنة الأولمبية الدولية (الإنجليزية)
- ما جين على موقع أوليمبيديا (الإنجليزية)